# Ailee
Amy Lee (nascida em Denver, Colorado, Estados Unidos, em 30 de maio de 1989), mais conhecida por seu nome artístico Ailee (em coreano: hangul: 에일리; romaniz.: Romanização revisada: Eilli; McCune-Reischauer: Eilli), é uma cantora e compositora coreana-americana. Teve sua estreia em 2012 sob o selo da YMC Entertainment com o lançamento do single "Heaven".

## Discografia

### Álbuns de estúdio
- 2015: VIVID
- 2019: butterFLY

### Extended plays
- 2012: Invitation
- 2013: A's Doll House
- 2014: Magazine
- 2016: A New Empire

## Filmografia

### Televisão
| Ano  | Título       | Papel                       | Emissora |
| ---- | ------------ | --------------------------- | -------- |
| 2012 | Dream High 2 | Ailee (personagem fictícia) | KBS      |

### Programas de variedades
| Ano       | Título                    | Rede | Notas          |
| --------- | ------------------------- | ---- | -------------- |
| 2011–2014 | Immortal Song 2           | KBS2 | Participante   |
| 2013–2014 | Great Marriage            | JTBC | Elenco         |
| 2013      | Escape Crisis nº 1        | KBS  | Convidada      |
| 2014      | Laws of the City          | SBS  | Membro regular |
| 2014      | MBC Music Ailee's Vitamin | MBC  | Membro         |
| 2014      | Running Man               | SBS  | Convidada      |
| 2014      | One Fine Day              | MBC  | Membro regular |
| 2020      | Good Girl                 | Mnet | Elenco         |

## Videografia
| Ano  | Canção                       | Duração | Nota                              |
| ---- | ---------------------------- | ------- | --------------------------------- |
| 2012 | "Heaven"                     | 3:44    | Participação de Gi Kwang do Beast |
| 2012 | "I Will Show You (보여줄게)" | 3:53    | Participação de G.O do MBLAQ      |
| 2012 | "Evening Sky (저녁 하늘)"    | 3:48    | Trilha sonora de "Now Is Good"    |
| 2012 | "Love Note (사랑 첫 느낌)"   | 4:46    |                                   |
| 2012 | "My Grown Up Christmas List" | 4:51    |                                   |
| 2013 | "Ice Flower (얼음꽃)"        | 4:52    |                                   |
| 2013 | "U&I"                        | 3:37    |                                   |
| 2014 | "Singing Got Better"         | 3:29    | Participação de Lee Joon do MBLAQ |
| 2014 | "Don't Touch Me"             | 3:35    |                                   |
| 2015 | "Sakura"                     | 5:05    | O vídeo contém apenas letras      |
| 2015 | "Mind Your Own Business"     | 4:21    |                                   |
| 2015 | "Insane"                     | 3:40    |                                   |
| 2016 | "Home"                       | 3:49    | Participação de Yoonmirae         |
| 2019 | "Room Shaker"                | 3:17    |                                   |

## Prêmios e indicações
| Ano  | Prêmio                       | Categoria                           | Obra indicada                | Resultado | Ref         |
| ---- | ---------------------------- | ----------------------------------- | ---------------------------- | --------- | ----------- |
| 2012 | Asia Song Festival           | Prêmio Novo Artista                 |                              | Venceu    | [ 2 ]       |
| 2012 | Cyworld Digital Music Awards | Rookie do Mês (Fevereiro)           | "Heaven"                     | Venceu    | [ 3 ]       |
| 2012 | Mnet Asian Music Awards      | Melhor Nova Artista (Feminino)      | "Heaven"                     | Venceu    | [ 4 ] [ 5 ] |
| 2012 | So-Loved Awards              | Melhor Recém-chegada (Feminino)     | "Heaven"                     | Venceu    | [ 6 ]       |
| 2012 | Melon Music Awards           | Melhor Novo Artista – Prêmio Rookie |                              | Venceu    | [ 7 ]       |
| 2012 | Soompi Gayo Awards           | Top 50 Canções - #3                 | "보여줄게 (I Will Show You)" | Venceu    | [ 8 ]       |
| 2012 | Soompi Gayo Awards           | Top Novo Artista - Ouro             |                              | Venceu    | [ 8 ]       |
| 2013 | Golden Disk Awards           | Melhor Novo Artista                 | "Heaven"                     | Venceu    | [ 9 ]       |
| 2013 | Seoul Music Awards           | Prêmio Rookie                       | "Heaven"                     | Venceu    | [ 10 ]      |
| 2013 | Allkpop Awards               | Melhor Solo (Feminino)              |                              | Venceu    | [ 11 ]      |
| 2013 | Gaon Chart K-Pop Awards      | Nova Artista do Ano (Solo Feminino) |                              | Venceu    | [ 12 ]      |

### Prêmios de programas musicais

#### Show Champion
| Ano  | Data          | Canção                   | álbum          |
| ---- | ------------- | ------------------------ | -------------- |
| 2013 | 24 de Julho   | "U&I"                    | A's Doll House |
| 2014 | 15 de Janeiro | "Singing Got Better"     | Sem álbum      |
| 2014 | 15 de Outubro | "Don't Touch Me"         | Magazine       |
| 2015 | 7 de Outubro  | "Mind Your Own Business" | VIVID          |

#### M Countdown
| Ano  | Data         | Canção           | Álbum    |
| ---- | ------------ | ---------------- | -------- |
| 2014 | 9 de Outubro | "Don't Touch Me" | Magazine |

#### Music Bank
| Ano  | Data           | Canção            | Álbum          |
| ---- | -------------- | ----------------- | -------------- |
| 2012 | 23 de Novembro | "I Will Show You" | Invitation     |
| 2013 | 26 de Julho    | "U&I"             | A's Doll House |
| 2013 | 2 de Agosto    | "U&I"             | A's Doll House |
| 2014 | 10 de Outubro  | "Don't Touch Me"  | Magazine       |

#### Inkigayo
| Ano  | Data         | Canção           | Álbum    |
| ---- | ------------ | ---------------- | -------- |
| 2014 | 5 de Outubro | "Don't Touch Me" | Magazine |